# Otoyol 3
Pour les articles homonymes, voir O3.

L'autoroute O3 (turc : Otoyol 3 ou Avrupa Otoyolu) assure la liaison entre Edirne et İstanbul en Turquie. Elle comporte six voies (2×3).

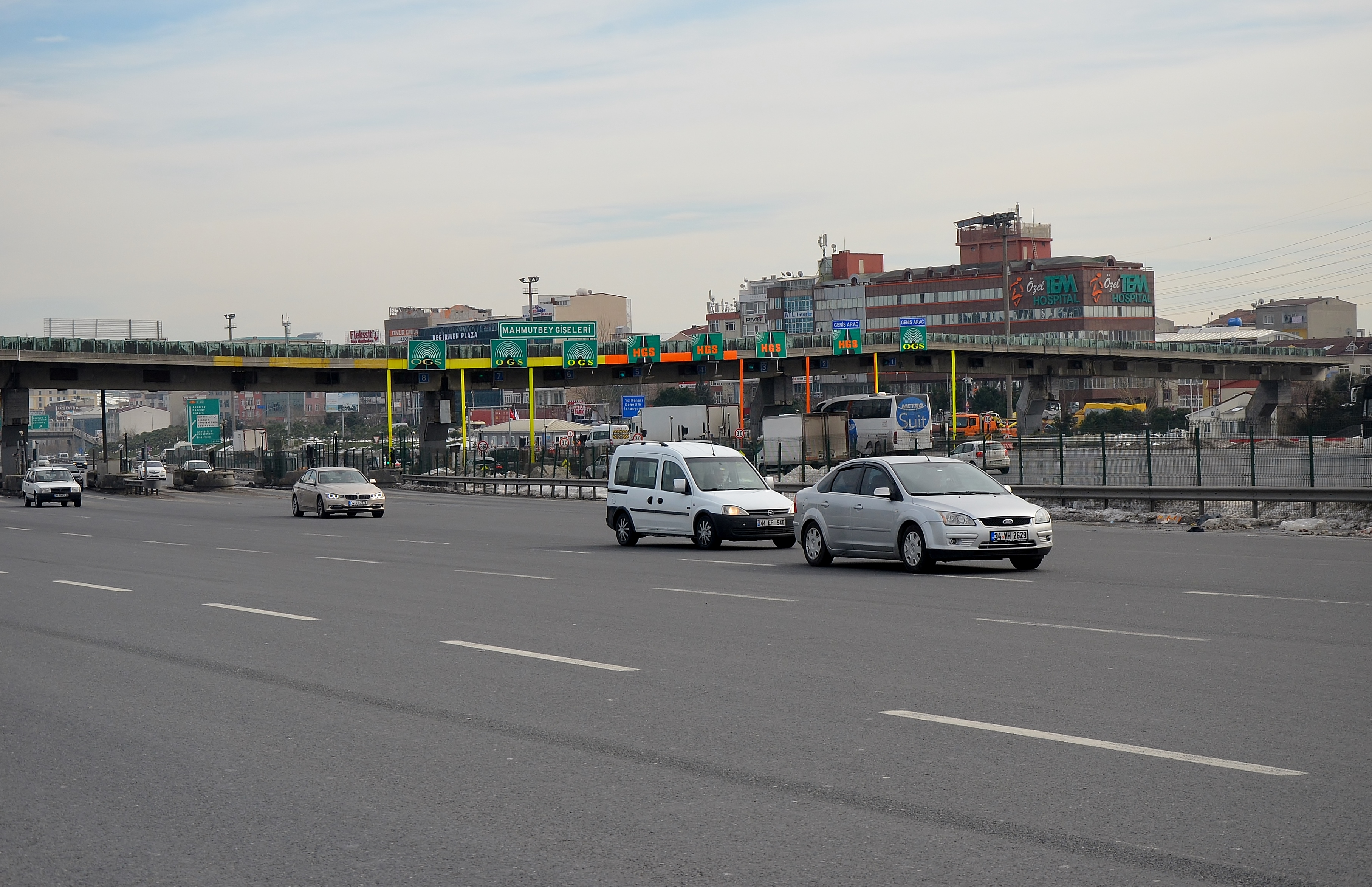
Mahmutbey Toll Plaza